# Gyöngyvér Lakos
Gyöngyvér Lakos (Budapest, Hungría, 1 de junio de 1977) es una nadadora retirada especializada en pruebas de estilo libre. Fue medalla de plata en la prueba de 4x100 metros estilos durante el Campeonato Europeo de Natación de 1995.
Representó a Hungría en los Juegos Olímpicos de Atlanta 1996 y Sídney 2000.

## Palmarés internacional
| Campeonato Europeo de Natación | Campeonato Europeo de Natación | Campeonato Europeo de Natación | Campeonato Europeo de Natación |
| Año                            | Lugar                          | Medalla                        | Prueba                         |
| ------------------------------ | ------------------------------ | ------------------------------ | ------------------------------ |
| 1995                           | Viena (Austria)                | Medalla de plata               | 4 × 100 m estilos              |